# یکاترینا ایلیوخینا
یکاترینا ایلیوخینا (روسی: Екатерина Серге́евна Илюхина؛ زادهٔ ۱۹ ژوئن ۱۹۸۷) اسنوبردسوار اهل اتحاد جماهیر شوروی سوسیالیستی است.